# Ролинг Хилс (Кентаки)
Ролинг Хилс (енгл. Rolling Hills) град је у америчкој савезној држави Кентаки.

## Демографија
По попису из 2010. године број становника је 959, што је 52 (5,7%) становника више него 2000. године.
| Група             | 2000.       | 2010.       |
| Белци             | 821 (90,5%) | 758 (79,0%) |
| Афроамериканци    | 59 (6,5%)   | 106 (11,1%) |
| Азијати           | 14 (1,5%)   | 17 (1,8%)   |
| Хиспаноамериканци | 3 (0,3%)    | 65 (6,8%)   |
| Укупно            | 907         | 959         |